# جيمس برادلي (مؤرخ)
جيمس برادلي (بالإنجليزية: James Bradley)‏ هو مؤرخ أمريكي، ولد في 1954.